# Вицкијањоне да Капо (Ријети)
Вицкијањоне да Капо је насеље у Италији у округу Ријети, региону Лацио.
Према процени из 2011. у насељу је живело 40 становника. Насеље се налази на надморској висини од 673 м.